# Rdza brzozy i modrzewia

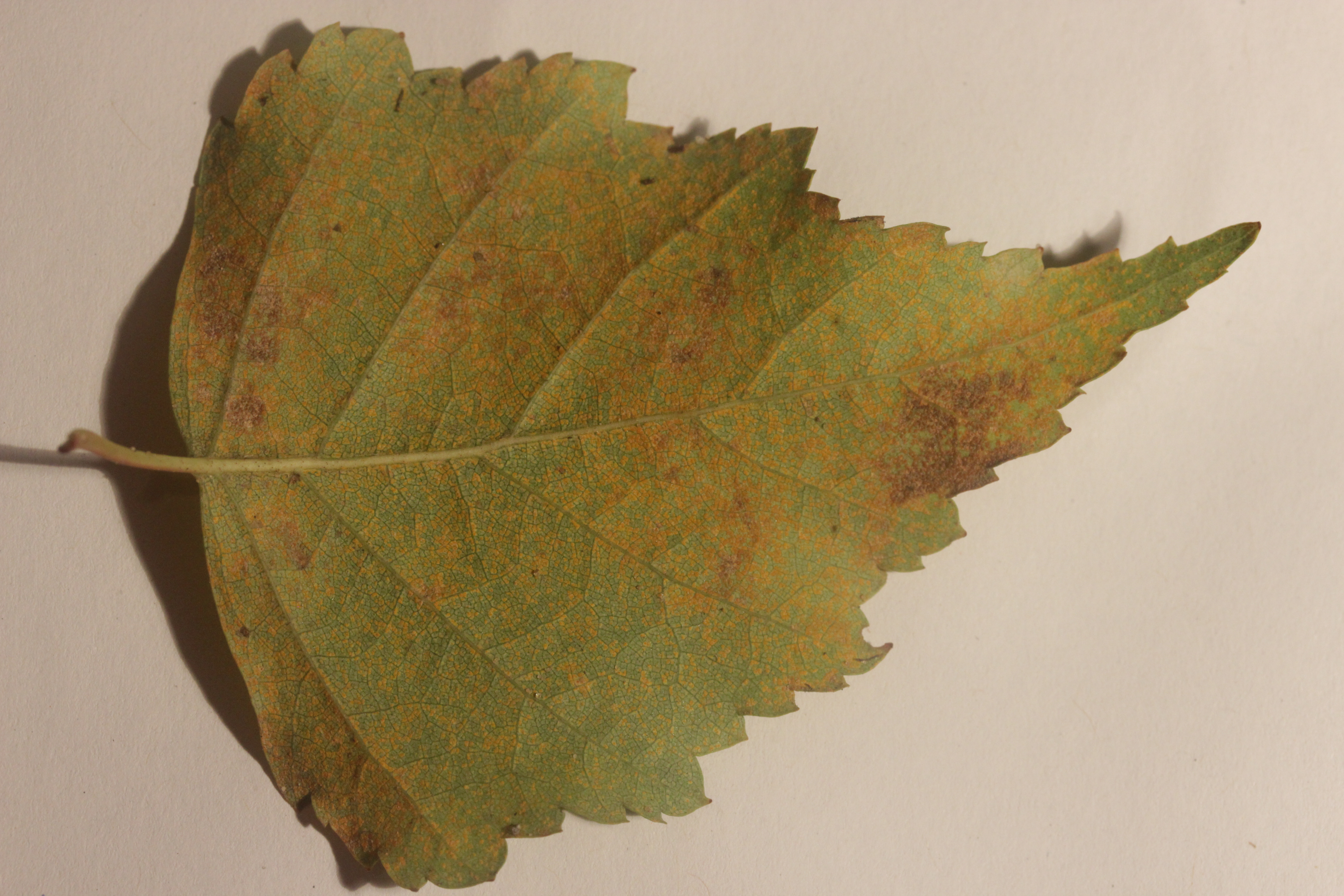
Uredinia na liściu brzozy

Rdza brzozy i modrzewia, zwana też rdzą brzozy (ang. rust of birch, rust of larch) – grzybowa choroba niektórych gatunków drzew wywołana przez Melampsoridium betulinum. Należy do grupy chorób zwanych rdzami. Odkryta została na brzozie, stąd początkowo nazywano ją rdzą brzozy, później okazało się, że wywołujący ją patogen niektóre stadia rozwojowe przechodzi na modrzewiu, stąd nazwa rdza brzozy i modrzewia. Jeszcze później stwierdzono, że patogen ten występuje także na olchach.

## Objawy i szkodliwość
Wiosną na młodych liściach modrzewia tworzą się bardzo małe, niedostrzegalne gołym okiem spermogonia i lepiej widoczne, pomarańczowe ecja o średnicy 0,3–1 mm i wysokości 0,5 mm. Powstające w nich ecjospory przenoszone przez wiatr infekują liście brzóz i olszy. Na liściach tych w połowie lata powstają pomarańczowe skupiska urediniów, a jesienią oprócz urediniów wytwarzane są brązowe telia. Obydwa rodzaje tych owocników mają średnicę do 0,5 mm. Powstają pod skórką liści.
Objawem porażenia liści brzóz i olch są pomarańczowe i brązowe brodawki na dolnej powierzchni liści i chlorotyczne plamy na górnej powierzchni. Plamy te rozszerzają się, brązowieją i zasychają. Silnie porażone liście zamierają i opadają. Porażenie chorobą jest szczególnie groźne dla młodych roślin. Czasami doprowadza do przedwczesnego opadania wszystkich liści.

## Cykl rozwojowy
Jest to pasożyt dwudomowy i rdza pełnocyklowa, wytwarzająca wszystkie typowe dla rdzowców rodzaje zarodników. Żywicielem ecjalnym jest modrzew (Larix), na którym tworzone są spermogonia i ecja. Żywicielem telialnym są różne gatunki brzóz (Betula) i olch (Alnus), na których rozwijają się uredinia i telia. Powstające w urediniach urediniospory przy sprzyjającej patogenowi, czyli deszczowej pogodzie i temperaturze 20–25 °C, dokonują infekcji wtórnych na liściach brzóz i olch, rozprzestrzeniając chorobę. Cykl wytwarzania urediniospor trwa około 2 tygodni, i w sezonie wegetacyjnym może ich powstać kilka pokoleń. Teliospory powstają jesienią w teliach i pełnią funkcję przetrwalników. Zimują na opadłych liściach, a wiosną kiełkują na nich bazydiospory infekujące modrzewie. Na opadłych liściach mogą zimować także uredinia. Uwalniane z nich wiosną urediniospory mogą infekować liście młodych brzóz i olch z pominięciem żywiciela ecjalnego (modrzewia).

## Ochrona
Nie należy zakładać w bliskim sąsiedztwie szkółek brzóz i modrzewi. Zapobiega się chorobie lub ogranicza jej rozmiar przez wygrabianie i palenie opadłych liści. Przy zauważeniu pierwszych objawów choroby w szkółkach brzóz i modrzewi opryskuje się młode drzewka kilkukrotnie fungicydami, stosując przemiennie środki z różnych grup chemicznych. Nadają się do tego celu m.in. Amistar 250 EC (0,1%), Discus 500 WG (0,03%), Bayleton 5 WP (0,2%), Bumper 250 EC (0,05%), Score 250 EC (0,05%), i należący do innej grupy środków Saprol 190 EC (0,15%), następnie różne formy Dithane i Penncozebu w stężeniu 0,2–0,35%.